# Radomir Babić
Radomir Babić, črnogorski general, * 2. november 1909, † 1996.

## Življenjepis
Leta 1933 je postal član KPJ in leta 1941 se je pridružil NOVJ. Med vojno je bil poveljnik odreda Bijeli Pavli, Zetskega odreda, politični komisar 5. proletarske brigade in 3. divizije in poveljnik 2. proletarske divizije, Primorske operativne skupine in 5. divizije.
Po vojni je končal šolanje na Višje vojaške akademije JLA in nato postal poveljnik korpusa, načelnik Vojne šole Višje vojaške akademije,... Upokojil se je leta 1961.

## Odlikovanja
- red narodnega heroja
- red vojne zastave
- red partizanske zvezde